# Dominika Krois
Dominika Anna Krois (ur. 1972) – polska dyplomatka, specjalistka prawa międzynarodowego.

## Życiorys
Dominika Krois ukończyła II Liceum Ogólnokształcące im. Króla Jana III Sobieskiego w Krakowie oraz Wydział Prawa i Administracji Uniwersytetu Jagiellońskiego. W 2006 uzyskała tamże doktorat z zakresu prawa międzynarodowego publicznego pod tytułem Prawo międzynarodowe publiczne wobec problemu korupcji (promotor: Kazimierz Lankosz). Jest także absolwentką Akademii Dyplomatycznej w Wiedniu.
W 1999 rozpoczęła aplikację dyplomatyczno-konsularną w Ministerstwie Spraw Zagranicznych RP. Pracowała jako II sekretarz w Ambasadzie RP w Berlinie, gdzie odpowiadała m.in. za negocjacje akcesyjne Polski do Unii Europejskiej, traktatu konstytucyjnego UE oraz ram finansowych UE (2001–2005). Następnie I sekretarz, radca i I radca w Stałym Przedstawicielstwie przy Narodach Zjednoczonych i Organizacjach Międzynarodowych w Wiedniu, gdzie odpowiadała za tematykę bezpieczeństwa, nieproliferacji, terroryzmu oraz polityki rozwojowej (2006–2010). Była wiceprzewodniczącą Konferencji Państw Stron Konwencji Narodów Zjednoczonych przeciwko Korupcji oraz Konwencji  Narodów Zjednoczonych przeciwko Międzynarodowej Przestępczości Zorganizowanej. W MSZ pracowała w Departamencie Unii Europejskiej, Prawno-Traktatowym oraz Strategii i Planowania Polityki Zagranicznej oraz Biurze Kadr. Była związana także z Europejską Służbą Działań Zewnętrznych: początkowo jako I radca w Delegaturze UE przy Organizacjach Międzynarodowych w Wiedniu, zajmując się problematyką nieproliferacji, zwalczania przestępczości zorganizowanej, energii i polityki rozwojowej, reprezentując UE w ONZ (2011–2015). Następnie jako koordynatorka ds. OBWE, gdzie zajmowała się problematyką bezpieczeństwa europejskiego oraz polityką wschodnią (2015–2019). 10 października 2019 została mianowana Ambasadorem Nadzwyczajnym i Pełnomocnym – Stałym Przedstawicielem Rzeczypospolitej Polskiej przy Biurze Narodów Zjednoczonych i Organizacjach Międzynarodowych w Wiedniu. Nominację otrzymała w listopadzie 2019. Urzędowanie zakończyła w lipcu 2024, formalnie odwołana w grudniu 2024. W tym samym miesiącu objęła kierownictwo Biura Organizacj Narodów Zjednoczonych w Belgradzie.
Włada biegle angielskim, francuskim, niemieckim oraz komunikatywnie chorwackim, hiszpańskim i rosyjskim.